# Emilio Kehrer
Emilio Kehrer (Ravensburg, 20 de marzo de 2002) es un futbolista alemán que juega como extremo en el Willem II Tilburg de la Eredivisie.

## Trayectoria

### Freiburg II
Kehrer debutó con el Friburgo II el 9 de enero de 2021 contra el Ulm. Marcó su primer gol en la liga contra el VfB Stuttgart II el 16 de enero de 2021, anotando en el minuto 79.

### Círculo de Brujas
Kehrer debutó en la liga contra el Standard de Lieja el 7 de agosto de 2022. Kehrer tuvo covid y sufrió dos lesiones durante su debut en el Cercle. Marcó su primer gol en la liga contra el Royal Charleroi el 21 de octubre de 2022, anotando en el minuto 90.

### KMSK Deinze
El 6 de septiembre de 2023, Kehrer se unió al Deinze en condición de préstamo. Hizo su debut en la liga contra el Seraing el 17 de septiembre de 2023. Kehrer marcó su primer gol de liga contra el Beerschot el 18 de febrero de 2024, anotando en el minuto 94.

### Willem II
El 5 de julio de 2024, Kehrer firmó contrato de tres años con el Willem II de los Países Bajos.

## Selección nacional
Kehrer ha representado a Alemania en las categorías juveniles.

## Estadísticas
Actualizado al último partido disputado el 13 de diciembre de 2024.
| SC Freiburg II · Alemania                                       | 2020–21       | Regionalliga          | 26  | 11 | – | – | 26  | 11 |
| SC Freiburg II · Alemania                                       | 2021–22       | 3. Liga               | 30  | 4  | – | – | 30  | 4  |
| SC Freiburg II · Alemania                                       | Total club    | Total club            | 56  | 15 | 0 | 0 | 56  | 15 |
| Círculo de Brujas · Bélgica                                     | 2022–23       | Jupiler Pro League    | 11  | 1  | 2 | 0 | 13  | 1  |
| Círculo de Brujas · Bélgica                                     | 2023–24       | Jupiler Pro League    | 4   | 0  | 0 | 0 | 4   | 0  |
| Círculo de Brujas · Bélgica                                     | Total club    | Total club            | 15  | 1  | 2 | 0 | 17  | 1  |
| KMSK Deinze (Cedido) · Bélgica                                  | 2023–24       | Challenger Pro League | 23  | 6  | 1 | 0 | 24  | 6  |
| KMSK Deinze (Cedido) · Bélgica                                  | Total club    | Total club            | 23  | 6  | 1 | 0 | 24  | 6  |
| Willem II · Países Bajos                                        | 2024–25       | Eredivisie            | 10  | 0  | 1 | 0 | 11  | 0  |
| Willem II · Países Bajos                                        | Total club    | Total club            | 10  | 0  | 1 | 0 | 11  | 0  |
| Total carrera                                                   | Total carrera | Total carrera         | 104 | 22 | 4 | 0 | 108 | 22 |
| (1) Incluye datos de Copa de Bélgica, Copa de los Países Bajos. |               |                       |     |    |   |   |     |    |